# Voosi kurk
Voosi kurk je průliv oddělující ostrov Vormsi od pevninské části Estonska a spojující Haapsalský záliv s otevřeným Baltským mořem.
Administrativně patří pod kraj Läänemaa.
Plocha průlivu je 20,6 km2, délka 5 km, šířka 2 km hloubka 7 m, minimální hloubka 4,5 m,.
Průměrná roční teplota je 5 °C. Nejteplejším měsícem je srpen s průměrnou teplotou 16 °C, nejstudenější je leden s −6 °C.
Menší ostrovy v průlivu: Nätegrunne, Seasaar, Ulassaar, Väike-Tjuka.
Na bezpečnou cestu průlivem navádějí lodi majáky na ostrově Vormsi Dolní maják Norrby a Horní maják Norrby.
Voosi kurk je součástí přírodní rezervace Väinameri.